# Swedish Electromobility Centre
Swedish Electromobility Centre är ett nationellt kompetenscentrum för forskning och utveckling av e-mobilitet, såsom elfordon, hybridfordon och laddinfrastruktur. Centret bedriver industrirelevant forskning och studerar olika teknologier för att bedöma deras potential.
Centret fungerar som en samlingsplats för akademi, industri och samhälle. Det inkluderar fem tekniska högskolor, industriella och offentliga partners, och finansieras av Energimyndigheten och övriga partners. Värd för centret är Chalmers tekniska högskola.

## Historik
Swedish Electromobility Centre, dåvarande Svenskt el- och hybridfordonscentrum, grundades av Energimyndigheten 2007 tillsammans med partners inom den svenska fordonsindustrin och akademin. Centret bytte namn den 1 februari 2017.

## Forskningsinstitutioner
- Chalmers tekniska högskola
- Kungliga Tekniska Högskolan
- Linköpings universitet
- Lunds universitet
- Uppsala universitet

## Forskningsområden
- Systemstudier och metoder
- Elektriska maskiner och drivsystem
- Energilagring
- Fordonsanalys
- Bränsleceller